# August Lämmle

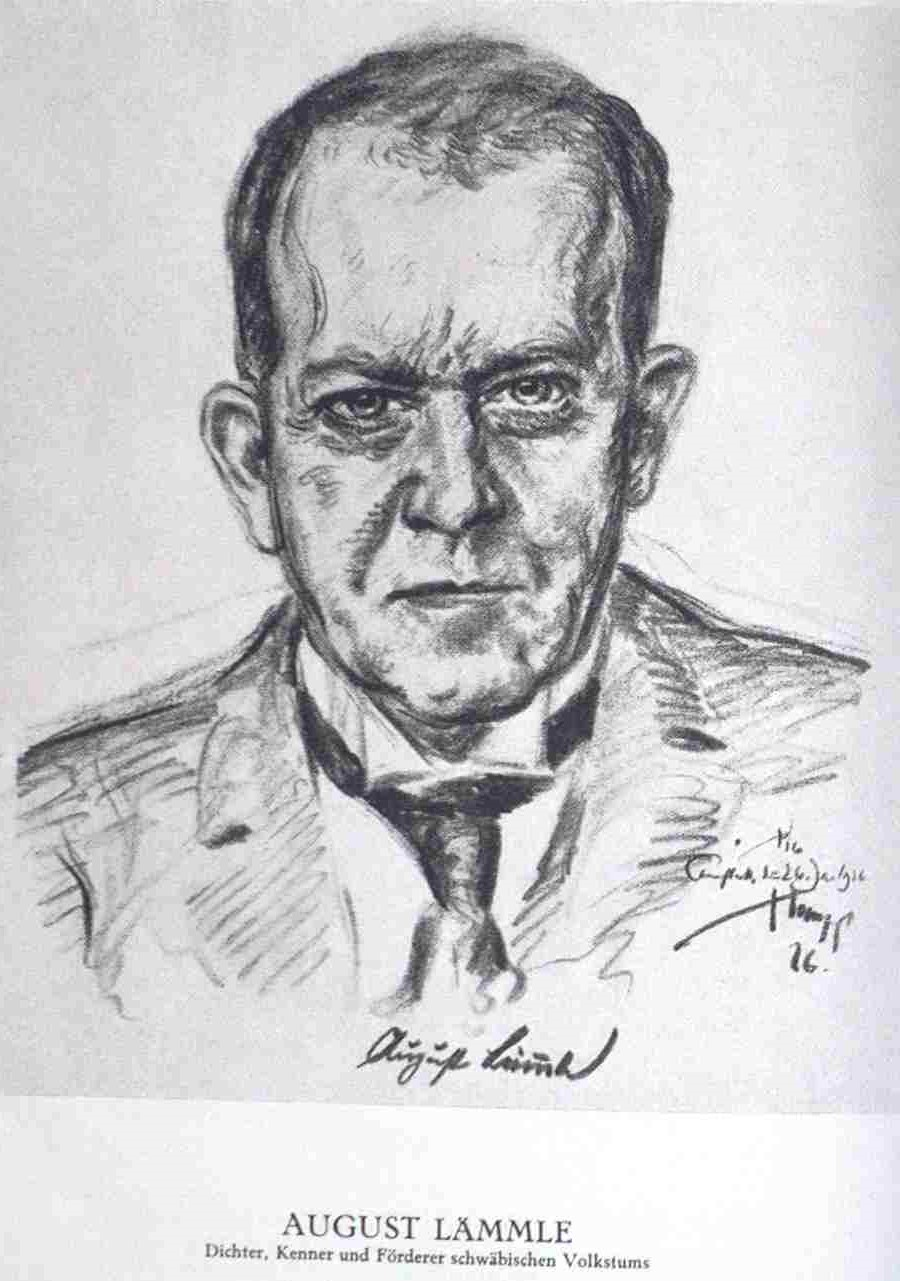
Emil Stumpp August Lämmle (1926)

Julius August Lämmle (* 3. Dezember 1876 in Oßweil, heute zu Ludwigsburg; † 8. Februar 1962 in Tübingen) war ein schwäbischer Mundartdichter.

## Leben
August Lämmle ließ sich von 1891 bis 1896 in Esslingen am Neckar und Nürtingen zum Volksschullehrer ausbilden. Anschließend versah er seinen Dienst an verschiedenen Orten (u. a. in Göppingen und Ulm).
Nach dem Ersten Weltkrieg übernahm Lämmle die Cannstatter Volkshochschule. Er sammelte und veröffentlichte schwäbische Redensarten, Sagen, Sprichwörter und Volkslieder. 1923 wurde er von Peter Goessler als Kurator der Abteilung „Volkstum“ ans Staatliche Landesamt für Denkmalpflege geholt. Zum 1. Mai 1933 trat er der NSDAP bei (Mitgliedsnummer 3.227.496), obwohl er Mitglied der Stuttgarter Freimaurerloge Zu den 3 Cedern gewesen war. Er war seit 1933 Mitglied der Reichsschrifttumskammer. Auch war er Mitglied im 1938 gegründeten Schwäbischen Dichterkreis. Nach dem Krieg trat er der wiedererrichteten Loge Zu den 3 Cedern wieder bei und gehörte ihr bis zu seinem Tod an.
Auch als alleiniger Schriftleiter und Herausgeber von Württemberg. Schwäbische Monatshefte im Dienste von Volk und Heimat ab 1938 (zuvor zeitweise mit Georg Schmückle), zeigte er sich durchaus systemkonform. In einer kurzen Erzählung mit dem Titel Fünf Jahre später unter dem Seitentitel Zum 30. Januar 1938, also dem Jahrestag der Ernennung Adolf Hitlers zum Reichskanzler, lässt er beispielsweise einen fiktiven, nach fünfjährigem Amerikaaufenthalt nach Deutschland zurückgekehrten Philosophen eine verklärende Bilanz von der Entwicklung unter Hitler ziehen und legt seiner literarischen Figur in einem „aus dem nationalsozialistischen Deutschland“ geschriebenen Brief die Worte in den Mund: „… was soll die »Demokratie«, wenn nur die wohlhabenden Schichten den Genuß vom Schatz des Landes und der Arbeit der Menschen haben?“ „Freuden- und Jubeltage wie seit dem 12. März 1938“, dem Tag des Anschlusses Österreichs, habe das deutsche Volk „in seiner zweitausendjährigen Geschichte nicht erlebt“, schrieb er wenig später, „ein Wiederaufstieg innerhalb weniger Jahre, bewirkt durch die Tat eines einzigen Mannes, der das Wunder vollzog …“. Zudem widmete er dem Reichsstatthalter und NSDAP-Gauleiter Wilhelm Murr, „dem Sohne und Führer des schwäbischen Volkes“, zu dessen 50. Geburtstag im Dezember 1938 eine „Huldigung“, in der er den Staat „glücklich pries“, … dem | gütige Götter gegeben | Führer und Volk aus dem ewig – | einzigen Brunnen des Bluts … Lämmle trat zudem offen und unmissverständlich als Befürworter der NS-Rassegesetzgebung in Erscheinung, als er ebenfalls 1938 im Schwäbischen Heimatkalender schrieb, „Dienst am Volkstum“' sei „in seiner zielbewußten Durchdenkung und Durchführung der Arierparagraph und die Beseitigung der Fremdstämmigen aus der Führung des deutschen Volkes und Staates“. Nicht lange danach (1939) wurde Lämmle auf Druck der Gauleitung als „bester Kenner des schwäbischen Volkes“ zum Vorsitzenden des Bundes für Heimatschutz in Württemberg und Hohenzollern, des heutigen Schwäbischen Heimatbundes, gewählt und kurz darauf zum Ehrenmitglied gemacht. 1946 wurde er von einigen Mitgliedern des Bundes, welche die Organisation eines Neubeginns in die Hand genommen hatten, zum offiziellen Rücktritt bewegt; gleichwohl findet sich sein Name in der Liste der verstorbenen Ehrenmitglieder.
Auch noch nach Beginn des Zweiten Weltkriegs ließ Lämmle sich für NS-Propagandaveranstaltungen einspannen. So trat er als Vertreter des Schwäbischen Dichterkreises 1941 in Litzmannstadt (Łódź) bei der Heimatschau »Der Osten des Warthelandes« als „Sprecher und Künder des Schwabenlandes“ und „Vertreter jenes Kreises schwäbischer Dichter“ auf, die mit ihrer Feder „für Deutschland zeugen“ würden. Am Rednerpult ließ er dabei den „Führer“ Adolf Hitler nicht unerwähnt, der Stuttgart mit der Ernennung zur Stadt der Auslandsdeutschen besonders geehrt habe. Zudem dürfe man „nicht eher zur Ruhe kommen, als bis alles, was vom Vaterland abgetrennt ist, zu Deutschland zurückgefunden hat.“
Nachdem im Zweiten Weltkrieg seine Cannstatter Wohnung zerstört worden war, zogen er und seine Frau 1944 nach Leonberg als erste dauerhafte Bewohner ins Ramtel, wo Lämmle 1937 ein Gartenhaus gebaut hatte. Das Grundstück hatte er 1936 günstig von der Stadt Leonberg gekauft, der jüdische Vorbesitzer Richard Heilner hatte es unter Wert abgeben müssen. Heilners Kritik an der niedrigen Grundstücksbewertung der Stadt tat Lämmle in einem Dankschreiben an den Leonberger Bürgermeister als „echt jüdisch, blödes Zeug“ ab. Eine Entschädigung von 3.000 Deutsche Mark an Heilner, zu der Lämmle 1949 verpflichtet wurde, übernahm die Stadt. Im Zuge der Entnazifizierung wurde er 1947 als „Mitläufer“ eingestuft und zu einem Sühnebeitrag von 2.000 Reichsmark verurteilt.
Nachdem die Philosophische Fakultät in Tübingen im Oktober 1951 beschlossen hatte, dass für Lämmle eine Ehrenpromotion nicht erwogen werde, verlieh ihm die Landesregierung den Professortitel. Noch im selben Jahr 1951 erhielt er die Ehrenbürgerwürde der Stadt Leonberg, die ihm 2020 wegen seiner Verstrickungen in den Nationalsozialismus aberkannt wurde. Die Beziehungen zu den teilweise tief verstrickten Dichterkollegen aus der Zeit des Dritten Reichs wurden nach Kriegsende offenbar weiter gepflegt: Der ehemalige NS-Kulturfunktionär und -Schriftsteller Gerhard Schumann etwa nannte ihn 1974 unter den Verstorbenen, mit denen er „besonders verbunden“ gewesen sein will, Hellmuth Langenbucher, einer der führenden NS-Literaturhistoriker, gratulierte ihm 1951 in der Schwäbischen Heimat zum 75. Geburtstag. Zum 80. Geburtstag dann Hans Schwenkel ebenfalls in der „Schwäbischen Heimat“.
August Lämmle starb im Alter von 85 Jahren im Tübinger Paul-Lechler-Krankenhaus. Sein Grab befindet sich auf dem Waldfriedhof Stuttgart.
Nach August Lämmle sind mehr als 85 Straßen und Wege in Württemberg benannt, einige davon ohne Angabe des Vornamens. Folgend eine Auswahl: Affalterbach, Aidlingen, Bad Saulgau, Bempflingen, Bernloch, Bodelshausen, Bönnigheim, Calw, Deizisau, Ditzingen, Eberdingen, Engstingen, Eningen unter Achalm, Fellbach, Flein, Göppingen, Gruibingen, Haigerloch, Heilbronn, Hemmingen, Ilsfeld, Kernen im Remstal, Kirchberg an der Murr, Knittlingen, Köngen, Korb, Lauffen am Neckar, Leonberg, Leutenbach, Ludwigsburg, Maichingen, Marbach, Mühlacker, Münchingen, Oberriexingen, Obersulm, Öpfingen, Pfullingen, Remshalden, Reutlingen, Rudersberg, Sachsenheim, Schorndorf, Stuttgart, Trochtelfingen, Tübingen, Tuttlingen, Urbach (Remstal), Vaihingen an der Enz, Wangen im Allgäu, Weilheim an der Teck und Wendlingen. Eine Schule in Lämmles Geburtsort Ludwigsburg-Oßweil, die 67 Jahre seinen Namen trug, wurde 2022 in „Grundschule Oßweil“ umgetauft. Nach ihm benannte Schulen in Leonberg, Kusterdingen und Rudersberg und Straßen in Kusterdingen und Trossingen waren bereits 2020 und 2021 umbenannt worden.

## Auszeichnungen und Ehrungen
- 1936 Schwäbischer Dichterpreis (gemeinsam mit Anna Schieber und Ludwig Finckh)
- 1936 „Feierstunde zum 60. Geburtstage“ im Rundfunk (Reichssender Stuttgart, 3. Dezember, 20.10 Uhr)[28]
- 1936 „Ehrenabend“ im Konzertsaal der Stuttgarter Liederhalle, veranstaltet durch NS-Kulturgemeinde und Reichsschrifttumskammer, Landesleitung Württemberg-Hohenzollern, „für den nunmehr 60jährigen schwäbischen Volksdichter“ am 11. Dezember.[29]
- 1939 Ehrenmitglied des Bundes für Heimatschutz in Württemberg und Hohenzollern[30]
- 1951 Professortitel des Landes Württemberg-Baden
- 1951 Ehrenbürger von Leonberg (2020 aberkannt)
- 1956 Ludwigsburger Bürgermedaille

## Werke
- Der Bezirk Schorndorf in alter und neuer Zeit. Eine Heimatkunde für Schule und Haus, Carl Bacher, Schorndorf 1909 (Inhaltsverzeichnis)
- Schwobabluat, Eugen Salzer, Heilbronn 1913 (Inhaltsverzeichnis)
- Oiges Brot. Gedichte, Eugen Salzer, Heilbronn 1914 (Inhaltsverzeichnis)
- Spinnstubengeschichten, Eugen Salzer, Heilbronn 1917 (Inhaltsverzeichnis)
- Bunte Geschichten. Mären und Schwänke, Strecker und Schröder, Stuttgart 1917 (Inhaltsverzeichnis)
- Junker Goldmacherlein und andere Erzählungen, Eugen Salzer, Heilbronn 1918 (Inhaltsverzeichnis)
- Sonntich, Eugen Salzer, Heilbronn 1919
- Schwobespiegel, Eugen Salzer, Heilbronn 1922
- Das Geschichtenbuch, Eugen Salzer, Heilbronn 1922
- mit Hans Reyhing: Das Herz der Heimat – ein Schwabenbuch für die Söhne und Töchter unseres Landes, die in der Fremde sind, Silberburg, Stuttgart 1924
- Unser Volkstum, Silberburg, Stuttgart 1925
- Sonnestrauß, Eugen Salzer, Heilbronn 1926
- Das alte Kirchlein, Eugen Salzer, Heilbronn 1926
- Über das württembergische Volk. In: Württembergische Studien. Festschrift zum 70. Geburtstag von Professor Eugen Nägele. Verlag Silberburg, Stuttgart 1926, S. 9–22.
- Volkstum und Heimat. In: Schwäbisches Heimatbuch (1927), S. 17–26.
- mit Erich Seemann: Württembergische Volkslieder mit Bildern und Weisen, Eugen Salzer, Heilbronn 1929
- Das Breuninger-Buch. Bilder aus Württembergs Vergangenheit und Gegenwart, Scheufele, Stuttgart 1931 (Kaufhaus Breuninger zum 50. Geschäftsjubiläum)
- Schwäbisches und Allzuschwäbisches, Alemannen-Verlag, Tübingen 1936
- Die Reise ins Schwabenland, Fleischhauer & Spohn, Stuttgart 1937
- Es leiselet im Holderbusch, Fleischhauer & Spohn, Stuttgart 1938
- Der Herrgott in Allewind, Fleischhauer & Spohn, Stuttgart 1939
- Der Sebulon. Geschichten von kecken Burschen, Fleischhauer & Spohn, Stuttgart 1940
- Deutscher Frühling. Herausgegeben vom Luftwaffenführungsstab Ic/VIII, Alemannen-Verlag, Stuttgart 1942
- Es scheinen die Sterne so hell. Sprüche und Reimsprüche, Hohenstaufen-Verlag, Stuttgart 1944
- Ein viel mißbrauchtes Volk. Volkstum und Heimat in Baden und Württemberg, A. Dups, Karlsruhe-Durlach ca. 1945
- Ein kleines Geschenk, Oertel & Spörer, Reutlingen 1948
- Das ist mein Land. Vier Reden, Fleischhauer & Spohn, Stuttgart 1950
- Unterwegs. Erlebnisse und Begegnungen, Oertel & Spörer, Reutlingen 1951
- Der goldene Boden, Fleischhauer & Spohn, Stuttgart 1953
- Friedrich Silcher. Sein Leben und seine Lieder, Stieglitz-Verlag E. Händle, Mühlacker 1956
- Greif zu, mein Herz!, Oertel & Spörer, Reutlingen 1956
- Ich schaue von außen durchs Fenster, Stieglitz-Verlag E. Händle, Mühlacker 1956
- Matthias Hohner. Leben und Werk, Cotta, Stuttgart 1957
- Schwäbische Miniaturen. Unserem Volke ins Herz und auf den Mund gesehen, Cotta, Stuttgart 1957
- Menschen … nur Menschen, Steinkopf, Stuttgart 1959
- Sie bauen eine Brücke. Zum Leben der Unentwegten, Stieglitz-Verlag E. Händle, Mühlacker 1960
- Ludwigsburger Erinnerungen, Stieglitz-Verlag E. Händle, Mühlacker 1960
- Fünfundachtzigmal um die Sonne gefahren!, Stieglitz-Verlag E. Händle, Mühlacker 1961